# Ropné pole Tupi

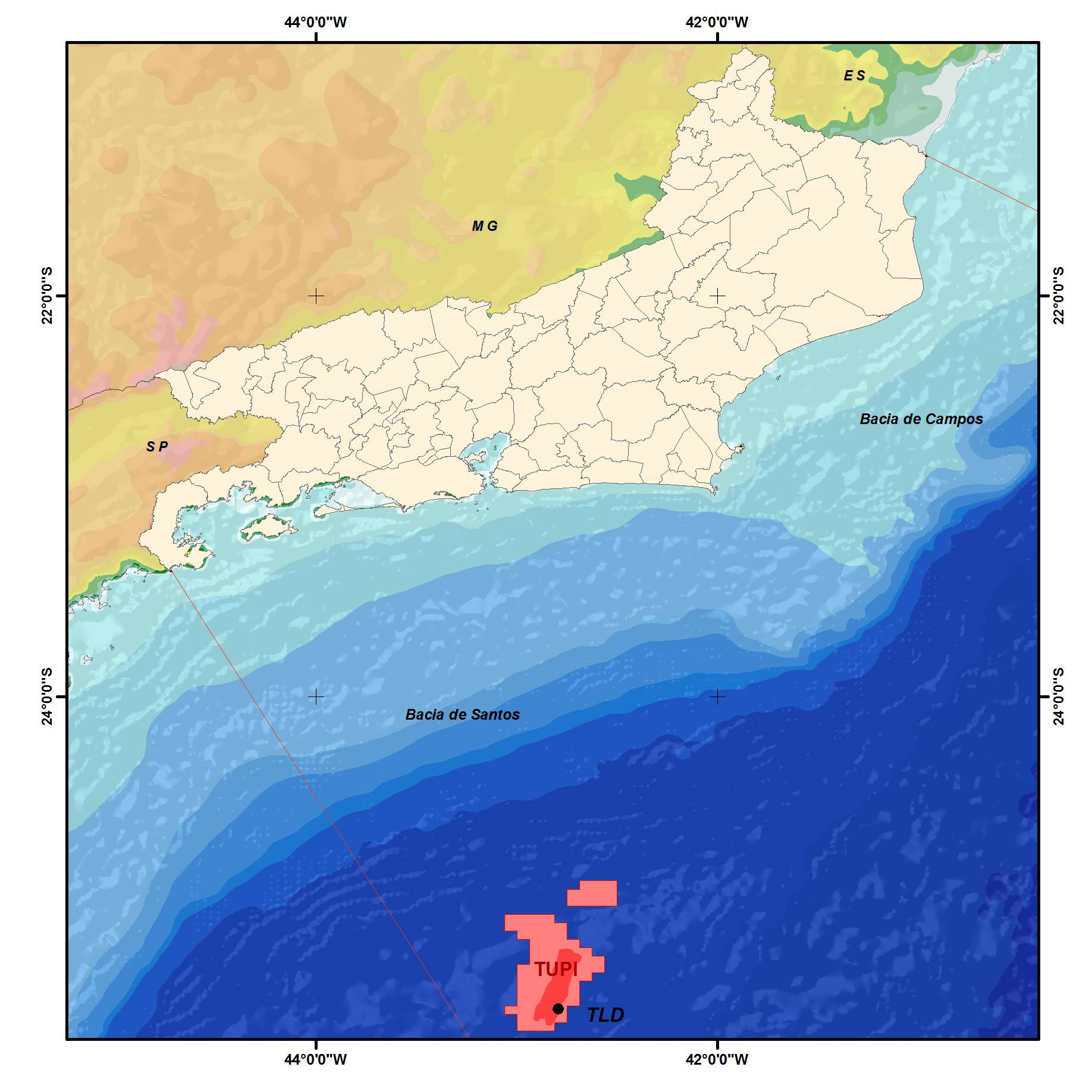
Mapa

Ropné pole Tupi (portugalsky Campo de Tupi) je ložisko ropy a zemního plynu pod dnem Atlantského oceánu u pobřeží Brazílie. Nachází se v Santoské pánvi přibližně 250 km jižně od města Rio de Janeiro. Těžbu provozuje společnost Petrobras.
Ropné pole bylo objeveno v roce 2006. Prezident Luiz Inácio Lula da Silva je označil za „druhou nezávislost Brazílie“. Země díky tomuto poli uvažovala o energetické soběstačnosti i o vstupu do Organizace zemí vyvážejících ropu. Na kontinentálním šelfu bylo vybudováno patnáct vrtů. První ropa byla vytěžena 22. dubna 2009. Produkce v roce 2021 dosáhla 922 000 barelů denně. Celková kapacita naleziště se odhaduje na osm miliard barelů ropy. Ropa se nachází mezi usazenými solnými vrstvami v hloubce dvou tisíc metrů pod mořskou hladinou a dalších pět tisíc metrů pod dnem. Tupi bylo označeno za největší objev ropy na západní polokouli od roku 1976, avšak v roce 2010 jeho rozsah překonalo nově objevené pole Libra, ležící o něco severněji.
Pole bylo původně nazváno Lula (krakatice) podle brazilské tradice pojmenovávat naleziště podle mořských živočichů. Lula je však také přezdívka prezidenta Luly da Silvy a název by tak porušil zákaz pojmenovávat geografické objekty po žijících osobnostech, Petrobras proto v roce 2020 zvolil nové označení odvozené od domorodého kmene Tupiů.